# Rueso
Rueso (em tailandês: รือเสาะ) é um distrito da província de Narathiwat, no sul da Tailândia.

## História
Originalmente, a área do distrito pertencia a  Tammangon (ตำ มะ ห งัน), no distrito Tonyongmon, (atual distrito de R-ngae). Em 1913, foi promovido a distrito menor, constituído por 6 tambon. Em 1917, foi renomeado para Rueso. Em 01 de outubro de 1939, o distrito-menor foi elevado para distrito.